# 紀元前543年
紀元前543年（きげんぜんごひゃくよんじゅうさんねん）は、西暦（ローマ暦）による年。
紀元前1世紀の共和政ローマ末期以降の古代ローマにおいては、ローマ建国紀元211年として知られていた。紀年法として西暦（キリスト紀元）がヨーロッパで広く普及した中世時代初期以降、この年は紀元前543年と表記されるのが一般的となった。
南伝（上座部仏教）説では、釈迦入滅の翌年とされ、タイ、カンボジア、ラオスでは、この年を仏滅紀元（仏暦）元年とする。

## 他の紀年法
- 干支 : 戊午
- 日本
  - 皇紀118年
  - 安寧天皇6年
- 中国
  - 周 - 景王2年
  - 魯 - 襄公30年
  - 斉 - 景公5年
  - 晋 - 平公15年
  - 秦 - 景公34年
  - 楚 - 郟敖2年
  - 宋 - 平公33年
  - 衛 - 襄公元年
  - 陳 - 哀公26年
  - 蔡 - 景侯49年
  - 曹 - 武公12年
  - 鄭 - 簡公23年
  - 燕 - 恵公2年
  - 呉 - 余祭5年
- 朝鮮
  - 檀紀1791年
- ベトナム :
- 仏滅紀元 : 2年
- ユダヤ暦 : 3218年 - 3219年

## できごと

### インド
- ウィジャヤが北インドからセイロン島へ侵攻し、シンハラ人の王朝が開かれた。

### ギリシア
- アテナイの僭主ペイシストラトスが、デロス島のアポローンの神殿近くにあった古い墓地を撤去し、デロス島を聖地として浄化した[2]。

### 中国
- 余昧が、前年に殺された兄王余祭を継いで、呉の王に即位した。
- 鄭の簡公が大夫たちと盟を結んだ。
- 蔡の景侯が子の姫般に殺害された。
- 宋で火災があり、伯姫が焼死した。
- 鄭の良霄が公孫黒の攻撃を受けて許に亡命した。良霄は罕虎（子皮）を頼って帰国したが、駟帯と戦って羊肆で殺害された。
- 周の儋括が景王の弟の佞夫の擁立を図った。このため尹言多・劉毅・単蔑・甘過・鞏成らが佞夫を殺害した。儋括・王子瑕らが晋に亡命した。
- 楚の公子囲が大司馬の蔿掩を殺害した。
- 晋・斉・宋・衛・鄭・曹・莒・邾・滕・薛・杞・小邾が澶淵で会合した。
- 鄭の罕虎が子産に政務を委譲した。

## 誕生
- 子路 - 孔門十哲のひとり。（紀元前481年没：生没年ともそれぞれ1年後とする説もある）

## 死去
- 景侯 - 蔡の君主